# 亚历克斯·希尔豪斯
亚历克斯·希尔豪斯（英語：Alex Hillhouse，1907年3月31日—1983年3月3日），澳大利亚男子田径运动员。他曾代表澳大利亚参加1930年大英帝国运动会田径比赛，获得男子3英里和男子2英里障碍赛银牌。